# Théo Dejace
Pour les articles homonymes, voir Theo.
Joseph Théodore Dejace dit Théo , né à Liège le 7 mars 1906, décédé à Liège le 11 février 1989, est un homme politique belge, militant wallon et membre du Parti communiste de Belgique.

## Biographie
Il est orphelin dès son premier âge car son père a été fusillé lors des atrocités allemandes en août 1914. Après quelques années de travail comme employé de banque et comme agent de police, il entre dans l'enseignement comme professeur d'éducation physique. Il se lance alors dans le syndicalisme enseignant socialiste. Il en est exclu juste avant 1940 pour avoir été dénoncé comme un agent de l'Internationale communiste. Dès 1940, il édite son propre journal clandestin Liberté. Son activité dans la presse, surtout importante après la Grève des 100 000 en mai 1941, lui permet de créer des syndicats qui se transforment après 1945 et prennent avec bien d'autres le nom de FGTB. Il prit contact avec Wallonie libre pour unifier la Résistance et il est avec d'autres compagnons de combat l'inspirateur d'un texte dans le premier numéro de  La Meuse (clandestine) (septembre 1941), organe du Front wallon pour la libération du pays où il parle de la nécessité de résoudre la question nationale belge dans le sens d'un fédéralisme unificateur des peuples wallon et flamand.
Il est député communiste de Liège de 1946 à 1965, puis sénateur (1965-1968). Il a une activité intense de journaliste et soucieux d'histoire est à l'origine des Chroniques du Front de l'indépendance qui sont publiées à partir de 1972. Il est aussi secrétaire national de la FGTB de 1945 à 1949. Il est des congrès nationaux wallons, mais il s'oppose en 1949 à la jonction entre fédéralisme wallon et fédéralisme européen, et cela en raison de son pro-soviétisme inconditionnel qui lui fait approuver même l'invasion de la Tchécoslovaquie en 1968. En 1953 d'ailleurs, tous les communistes démissionnent en bloc des associations liées au Congrès national wallon.
Après la Grève générale de l'hiver 1960-1961, il adhère au Mouvement populaire wallon (en 1962) et représente l'année suivante les communistes au Collège exécutif de Wallonie. Il dépose en 1964, avec d'autres députés communistes, une proposition de loi instituant une commission d'enquête sur le problème des Fourons. Il participe également de manière active au Pétitionnement wallon, de même qu'il appuie la Délégation permanente des mouvements wallons à partir de sa création et il y représente le Parti communiste de Belgique.